# ستيفاني هيكي
ستيفاني هيكي (بالإنجليزية: Stephanie Hickey)‏ هي متزلجة أسترالية، ولدت في 3 يوليو 1985.

## وصلات خارجية
- ستيفاني هيكي على موقع أوليمبيديا (الإنجليزية)
- ستيفاني هيكي على موقع اللجنة الأولمبية الأسترالية (الإنجليزية)